# Rationell funktion
En funktion är inom matematisk analys en rationell funktion om, och endast om, den kan skrivas på formen
{\displaystyle f(x)={\frac {a_{m}x^{m}+a_{m-1}x^{m-1}+\dotsb +a_{1}x+a_{0}}{b_{n}x^{n}+b_{n-1}x^{n-1}+\dotsb +b_{1}x+b_{0}}}={\frac {P_{m}(x)}{Q_{n}(x)}}}
där m och n är naturliga tal och koefficienterna {\displaystyle a_{m},\dotsc ,a_{0},\ b_{n},\dotsc ,b_{0}} kan vara reella eller komplexa tal. Koefficienterna kan tillhöra en godtycklig kropp K och i detta fall talar man om rationella funktioner och rationella bråk över K. Värdena kan tillhöra alla kroppar L innehållande K.

## Egenskaper
Varje rationell funktion P(z)/Q(z) kan skrivas som ett icke-reducerbart bråk R(z) = P(z)/Q(z), där P(z) och Q(z) saknar gemensamma nollställen (är relativt prima). 
Om P har graden m och Q har graden n, sägs graden av R(z) vara endera paret (m, n) eller talet m.
En rationell funktions största definitionsmängd är mängden av alla värden för vilka Qn är nollskild. En funktion som inte är rationell, det vill säga inte kan uttryckas som en kvot av två polynom, kallas irrationell funktion, en benämning som dock sällan används för funktioner.
Om Pm har ett högre gradtal än Qn kan den rationella funktionen skrivas på formen
{\displaystyle {\frac {P_{m}(x)}{Q_{n}(x)}}=f(x)+{\frac {r(x)}{Q_{n}(x)}}}
där r har ett lägre gradtal än Q, vilket kan åstadkommas genom polynomdivision.
Det är möjligt att dela upp en rationell funktion i partialbråk. Om z är reellt eller komplext och P(z):s grad m är mindre än Q(z):s grad n och koefficienten för den högsta termen i Q(z) är 1, låt {\displaystyle z_{i}} vara ett nollställe till Q(z) av multiplicitet {\displaystyle \alpha _{i},\ i=1,...,k} och där {\displaystyle \alpha _{1}+\alpha _{2}\,+...+\,\alpha _{k}=m} så att
{\displaystyle Q(z)=(z-z_{1})^{\alpha _{1}}(z-z_{2})^{\alpha _{2}}\cdots (z-z_{k})^{\alpha _{k}}}
Den rationella funktionen P(z)/Q(z) kan då unikt representeras på formen
{\displaystyle {\frac {P(z)}{Q(z)}}=\sum _{i=1}^{k}\sum _{v=1}^{\alpha _{i}}{\frac {A_{iv}}{(z-z_{i})^{v}}}}
där {\displaystyle A_{iv}} är termer som återstår att bestämma.

### Exempel
Den rationella funktion, som i sina huvuddrag avbildas i figur 2, 
{\displaystyle f(x)={\frac {x^{3}-2x}{2(x^{2}-5)}}}
är odefinierad för värdena  {\displaystyle x=\pm {\sqrt {5}}} och den är asymptotisk till {\displaystyle {\frac {x}{2}}} när x går mot oändligheten.
Den rationella funktionen {\displaystyle f(x)={\frac {x^{2}+2}{x^{2}+1}}} är definierad för alla reella tal, men inte för alla komplexa tal, därför att om x är den imaginära enheten, leder en beräkning till division med noll: 
{\displaystyle f(i)={\frac {i^{2}+2}{i^{2}+1}}={\frac {-1+2}{-1+1}}={\frac {1}{0}}},
vilket är odefinierat.

## Asymptoter
Vid undersökning av en rationell funktion är, förutom derivatans nollställen, även nämnarens nollställen intressanta, eftersom nämnaren måste vara nollskild.
Det finns tre fall att undersöka med utgångspunkt i täljarens respektive nämnarens gradtal:
- {\displaystyle {\text{grad}}\ P(x)\ <\ {\text{grad}}\ Q(x)}

Funktionen har asymptoten x = a om {\displaystyle Q(a)=0} och vågräta asymptoter i de punkter där derivatan går mot noll.
Att hitta den vågräta asymptoten görs enklast genom att dividera med termen med högst gradtal i både täljare och nämnare och låta {\displaystyle x\rightarrow \infty }.
- {\displaystyle {\text{grad}}\ P(x)\ =\ {\text{grad}}\ Q(x)}

Funktionen har de lodräta asymptoterna {\displaystyle x=a} om {\displaystyle Q(a)=0} och den vågräta asymptoten {\displaystyle y=c} där c är en konstant.
Även här förlängs bråket med 1 delat med högstagradstermen i både täljare och nämnare för att sedan låta {\displaystyle x\rightarrow \infty }.
- {\displaystyle {\text{grad}}\ P(x)\ >\ {\text{grad}}\ Q(x)}

De lodräta asymptoterna erhålls som tidigare genom att sätta nämnaren till noll. I det fall då {\displaystyle {\text{grad}}\ P(x)\ =\ {\text{grad}}\ Q(x)+1} förekommer en asymptot, vilken inte är axelparallell, (linjen {\displaystyle y=ax+b}). Denna asymptots ekvation bestäms enklast genom polynomdivision av {\displaystyle P_{m}(x)} med {\displaystyle Q_{m}(x)} och sedan låta {\displaystyle x} → {\displaystyle \infty }.

### Exempel
Med användning av exemplet i figur 1:
{\displaystyle y={\frac {x^{2}-3x-2}{x^{2}-4}}}
De lodräta asymptoterna är linjerna som svarar mot nämnarens nollställen:
{\displaystyle x=\pm 2}
De vågräta asymtoterna kan bestämmas genom att låta x gå mot oändligheten. Dividera med högstagradstermen i både täljare och nämnare:
{\displaystyle \lim _{x\to \infty }y=\lim _{x\to \infty }{\frac {x^{2}-3x-2}{x^{2}-4}}=\lim _{x\to \infty }{\frac {1-{\cfrac {3}{x}}-{\cfrac {2}{x^{2}}}}{1-{\cfrac {4}{x^{2}}}}}=1}
Den vågräta asymptoten är alltså y = 1.
Det går också att använda polynomdivision, vilket ger likheten
{\displaystyle y={\frac {x^{2}-3x-2}{x^{2}-4}}=1+{\frac {2-3x}{x^{2}-4}}}
När x går mot oändligheten går y mot
{\displaystyle \lim _{x\to \infty }\left(1+{\frac {2-3x}{x^{2}-4}}\right)=1}
och den vågräta asymptoten är således y = 1

## Rationella funktioner som integrander
Till skillnad från de polynom på vilka rationella funktioner bygger, är det ofta ganska svårt att hitta primitiva funktioner då integranden är en rationell funktion.
För integrering av rationella funktioner krävs ofta transformationer eller utnyttjande av kända integraler, vilket kan kräva omvandling av integranden till någon eller några av dessa kända former. Exempel på sådana integraler:
{\displaystyle \int {\frac {1}{mx+a}}dx={\frac {1}{m}}\cdot \ln(mx+a)+C;\quad m,a\in \mathbb {R} ,m\neq 0}
{\displaystyle \int {\frac {1}{(mx+a)^{n}}}dx={\frac {1}{m}}\cdot {\frac {-1}{n-1}}\cdot {\frac {1}{(mx+a)^{n-1}}}+C;\quad m,a\in \mathbb {R} ,m\neq 0,n\in \mathbb {N} \setminus \{0;1\}}
{\displaystyle \int {\frac {1}{x^{2}+1}}dx=\arctan(x)+C} eller {\displaystyle =-{\rm {arccot(x)+C}}}
{\displaystyle \int {\frac {1}{x^{2}-1}}dx=\operatorname {artanh} (x)+C={\frac {1}{2}}\ln \left({\frac {1+x}{1-x}}\right);\quad |x|<1}
{\displaystyle \int {\frac {1}{x^{2}-1}}dx=\operatorname {arcoth} (x)+C={\frac {1}{2}}\ln \left({\frac {x+1}{x-1}}\right);\quad |x|>1}
{\displaystyle \int {\frac {u'(x)}{u(x)}}dx=\ln |u(x)|+C;\quad u(x)\neq 0}

### Exempel
Bestäm integralen av 
{\displaystyle f(x)={\frac {5x-1}{3x+2}}}
Efter polynomdivision kan f skrivas  
{\displaystyle f(x)={\frac {5}{3}}-{\frac {13}{9x+6}}}.
Genom att tillämpa den första regeln är en möjlig primitiv funktion
{\displaystyle F(x)={\frac {5}{3}}x-{\frac {13}{9}}\ln(9x+6)}

## Användning
Inom komplex analys ses rationella funktioner som avbildningar inom riemannsfären och specialfallet då båda polynomen i funktionen är linjära kallas Möbiusavbildning.
Inom abstrakt algebra är mängden av alla rationella funktioner över en kropp fraktionskroppen till polynomringen över kroppen.